# Boscawenia jaspidea
Boscawenia jaspidea är en fjärilsart som beskrevs av Schultze 1934. Boscawenia jaspidea ingår i släktet Boscawenia och familjen tandspinnare. Inga underarter finns listade i Catalogue of Life.